# Arthur Surridge Hunt

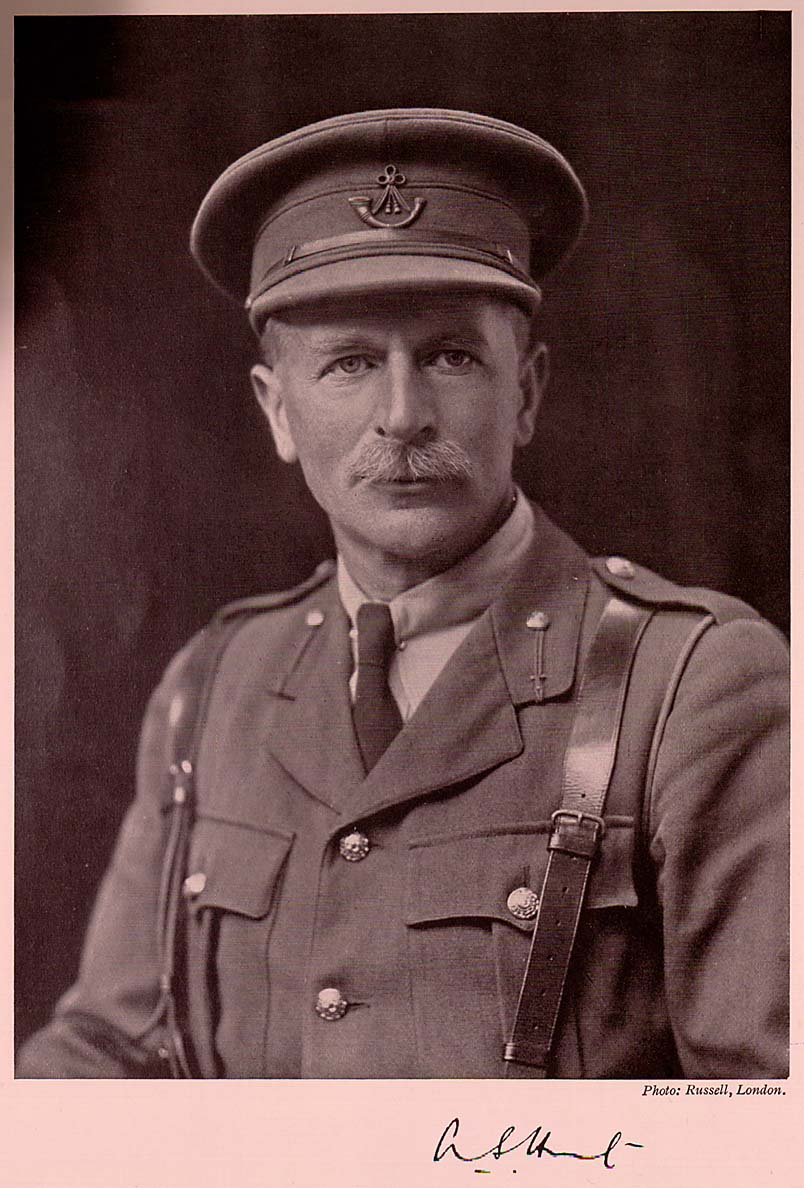
Arthur Surridge Hunt

Arthur Surridge Hunt, född 1 mars 1871 i Romford, död 18 juni 1934  var en brittisk egyptolog och arkeolog. Hunt upptäckte tillsammans med Grenfell år 1896 de så kallade Oxyrhynchus papyri, det största enskilda fyndet av papyrusmanuskript, på en soptipp i staden Oxyrhynchus i Egypten.

## Biografi
Endast lite är känd om Hunts liv. Han föddes i Romford i grevskapet Essex.
Hunt började sin utbildning i Eastbourne och skrev senare in sig vid Queen's College vid Oxfords universitet . Vid Oxford väcktes hans intresse för antika papyrusmanuskript.
Under våren 1896 sammanstrålade Hunt med sin vän Grenfell vid Faijum, den historiska staden Oxyrhynchus (nutida Al Bahnasa), i mellersta Egypten för att genomföra utgrävningar i Egypt Exploration Societys regi.
Kort därefter gjorde de båda de första fynden av "Oxyrhynchus papyri"-samlingen.
1913 utnämndes Hunt till professor i Papyrologi vid Oxford och ersatte då Grenfells vakanta post .
Tillsammans med Grenfell gav han ut bokserien "The Oxyrhynchus papyri / edited with translations and notes by Bernard P. Grenfell and Arthur S. Hunt" .
Under Första världskriget tjänstgjorde Hunt i det militära  .
Hunt fortsatte att publicera skrifter om papyrologi i såväl böcker som artiklar i olika facktidskrifter. Däribland kan nämnas boken (med John Johnson) "Two Theocritus papyri / edited by Arthur S. Hunt and John Johnson" 1930 och "Select papyri" 1932 samt artikeln "Papyrology in England" 1931.
1934 dog Hunt 63 år gammal.